# Compagnia Generale del Disco
Pour les articles homonymes, voir CGD.
Compagnia Generale del Disco (CGD) est un label discographique italien, anciennement basé à Milan, Lombardie, actif entre 1948 et 1989.

## Histoire

### Création
CGD est fondé en 1948 par le chanteur Teddy Reno à Milan, dans la Via Passarella 4. En tant que directeur artistique Reno fait appel au musicien Lelio Luttazzi, qui a remplacé David Matalon en tant que chef de Production Internationale en 1956. Teddy Reno raconte la naissance du label : « J'avais appelé ma société Compagnia Generale del Disco. J'ai pris une feuille de papier et j'ai écrit le nom pour le coller sur la porte. Je l'ai écrit en lettres capitales, en mettant l'accent sur les lettres initiales CGD, et c'est ainsi qu'est née cette marque, qui est ensuite devenue célèbre dans le monde entier ».
En collaborant avec certains éditeurs comme Suvini-Zerboni et Messaggerie Musicale, CGD devient en mesure d'embaucher de nombreux artistes qui ont suscité beaucoup de succès comme Giorgio Consolini, Betty Curtis et Johnny Dorelli. En 1959, Teddy Reno vend CGD à Ladislao Sugar, un label hongrois.

### Fusion avec CBS Italia
En 1966, Ladislao Sugar conclut un accord avec CBS pour la distribution de son catalogue en Italie et en 1970 fusionné avec CBS Italie devenant CBS Sugar.
En 1974, un nouveau déménagement a lieu, avec l'inauguration en juin du nouveau siège au 40 Via Quintiliano. Le siège, qui a coûté 11 millions de dollars, est construit à partir d'une idée de Sugar, inspirée par des réalités déjà consolidées comme celles de la RCA italienne, comme un complexe unique et polyvalent, comprenant des salles de répétition et d'enregistrement - toutes dotées d'une technologie de pointe (pour l'époque) - des installations pour l'impression de pochettes et de disques, des bureaux et un amphithéâtre pour la présentation de nouveaux artistes et de nouveaux disques. La surface était de 20 000 mètres carrés, avec des installations sportives, et comprenait deux grandes sections reliées par un restaurant de 200 couverts, conçu comme un campus pour les employés et les artistes.
En 1977, lorsque CBS décide d'ouvrir ses propres locaux, en Italie, tous les artistes italiens qui ont enregistré pour la chaîne CBS ont été incorporés avec la CGD et leurs contrats sont repris par le nouveau label. Dans la même année, l'épouse de Peter Sugar la pop star Caterina Caselli a décidé d'établir une petite compagnie satellite produisant des artistes émergents comme La Radio Dept, Franco Fanigliulo, Piccola Orchestra Avion Travel et Elisa.

### Dernières années
Dans les années 1980,  CGD poursuit ses opérations avec 9 filiales. En 1988, East West Records, filiale de Warner Music Group, rachète le label et poursuit ses opérations. En 1995 la société change de nom devenant CGD East West et au début des années 2000 fusionne avec Atlantic Records.